# 薩水之戰
萨水之战是612年隋朝第二次攻打高句丽中的一次大战役。高句丽在与隋朝兵力对比悬殊的情况下，大胜入侵的隋军，使隋炀帝攻打高句丽的计划以失败告终。
612年，隋炀帝发百万大军攻打高句丽。面对隋前无仅有的庞大攻势，高句丽的将军乙支文德采取了坚壁清野和詐降的策略与隋朝军队周旋了数月。在攻打平壤的必经之地萨水（清川江），乙支文德命人筑坝蓄水。当入侵的隋朝军队过河之时，乙支文德下令开闸放水。大批隋军因此被水淹死。随后乙支文德带领早已埋伏好的高句丽军队对入侵的隋朝军队发动猛攻，杀死隋将辛世雄等。 
萨水之战的胜利在隋与高句丽的第二次战争中起到了决定性的作用。入侵的隋朝军队最终大败而归。